# さんいんクロスネットサービス
さんいんクロスネットサービスは、鳥取銀行・島根銀行との間のATM・CD利用手数料無料提携サービスのことである。

## 概要[1]

### 対象金融機関
- 鳥取銀行
- 島根銀行

ただし本サービスの他、別の無料提携サービス（鳥取銀行に関しては他に鳥取県内の農業協同組合（JAバンク鳥取（鳥取いなば農業協同組合（JA鳥取いなば）・鳥取西部農業協同組合（JA鳥取西部）・鳥取中央農業協同組合（JA鳥取中央）・鳥取県信用農業協同組合連合会（JA鳥取信連）））共にATM利用手数料無料提携（クロスネットサービス）をしている他、島根銀行に関しては島根中央信用金庫（しまぎん・中央しんきんネットサービス）・トマト銀行・もみじ銀行・西京銀行（以上4BANKSネットサービス）ともATM利用手数料無料提携、等がある。）が適用される場合がある。

### 利用時間と手数料
- 平日 8:45 - 18:00の出金：無料
- 平日 8:00 - 8:45と18:00 - 21:00の出金、土曜・日曜・祝日 9:00 - 17:00の出金：108円

### 対象ATM
- 上記対象金融機関が単独で設置しているATM
- 共同ATMの内、上記対象金融機関の何れかが幹事となるATM（ただし、鳥取銀行が幹事となるATMは対象外。）

なお、上記対象金融機関同士での共同ATMも存在する（例：鳥取銀行と島根銀行の共同ATMなど）。
- 鳥取県・島根県以外では以下のATMが対象となる。
  - 鳥取銀行
    - 津山支店（岡山県津山市）
    - マルイノースランド店（岡山県津山市）=ATMのみ
    - イオンモール津山（岡山県津山市）=ATMのみ
    - 津山西支店（岡山県津山市）

### 対象外ATM
以下のATMは本サービスの対象外となり、下記該当金融機関以外は通常の他行（MICS）利用手数料がかかるので注意が必要である。
- 共同ATMの内、鳥取銀行幹事で島根銀行が参加していないATM。以下に例示する。
  - 鳥取市役所本庁舎
  - 鳥取ショッピングシティ（イオン鳥取店）
  - 鳥取市立病院
  - 鳥取赤十字病院
  - 鳥取卸センター
  - 八東ATM
  - いない倉吉中央店
  - 米子天満屋
  - マルイ安倍店
  - 済生会境港総合病院
- 共同ATMの内、上記対象金融機関以外が幹事となるATM。以下に例示する。
  - 山陰合同銀行幹事で島根銀行が参加する下記の共同ATM
    - 法吉村
    - 出雲市立総合医療センター
    - ゆめタウン益田

  - 中国銀行幹事で鳥取銀行が参加する下記の共同ATM
    - マルイウエストランド店
    - マルイイーストランド店

  - 中国労働金庫幹事で島根銀行が参加する下記の共同ATM
    - 日ノ丸自動車鳥取営業部
    - 日ノ丸自動車倉吉営業所
    - 境港市役所
    - NTT西日本島根支店
    - 松江市立病院
    - 松江市総合体育館

など

## 沿革
- 2001年（平成13年）11月1日 - サービス開始。